# Вигры (футбольный клуб)
«Ви́гры» (пол. Wigry Suwalki) — польский футбольный клуб из города Сувалки, выступающий во Второй лиге.

## История
Команда была основана в 1946 году как армейский клуб ВКС. Название было изменено на «Вигры» в 1947 году. Команда долгое время выступала в районных чемпионатах. Отсутствие успехов было связано с тем, что руководство команды предпочитало призванных в армию местным воспитанникам. Лишь во второй половине 1960-х годов сувалчане начали успешно выступать в региональном чемпионате и выиграли окружной кубок Белостока в 1968/69 и 1969/70 годах. Самым талантливым игроком команды в тот период был Збигнев Квасневский, впоследствии игравший за сборную Польши.
В 1970-е и 80-е годы команда достаточно регулярно играла в третьей лиге. Первая попытка оказалась неудачной, в сезоне-1971/72 «Вигры» заняли предпоследнее 15-е место и выбыли. Вернувшись в третью лигу в 1976 году «Вигры» начали самый успешный период в своей истории. Команда трижды: в сезонах 1978/79, 1984/85 и 1986/87 занимала третье место в своей зоне, неоднократно выигрывала окружной кубок Сувалков, а в Кубке Польши дважды доходила до стадии 1/16 финала. После двадцатилетнего непрерывного пребывания в III эшелоне польского футбола, «Вигры» выбыли из третьей лиги по итогам сезона-1995/96.
25 июня 2022 года руководство клуба объявило, что по финансовым причинам «Вигры» не выступят во второй лиге, а сезон 2022/2023 команда начнёт в четвёртой лиге Подляшья.

## Известные представители
| Сборная Польши       | Сборная Польши   | Сборная Польши |
| Футболисты           | Футболисты       | Футболисты     |
| Игрок                | Нынешняя команда | Сборная        |
| -------------------- | ---------------- | -------------- |
| Войцех Ковалевский   | завершил карьеру | Первая         |
| Патрык Малецкий      | Висла К          | Молодёжная     |
| Павел Барановский    | Подбескидзе      | Молодёжная     |
| Анджей Невулис       | Ягеллония        | Молодёжная     |
| Ярослав Герейкевич   | завершил карьеру | Первая         |
| Яцек Байер           | завершил карьеру | Первая         |
| Збигнев Квасьневский | завершил карьеру | Первая         |
| Адам Зеер            | завершил карьеру | Первая         |
| Тренеры              |                  |                |
| Тренер               | Нынешняя команда | Сборная        |
| Збигнев Качмарек     | Вигры            | Первая         |